# Fred Zinnemann
Alfred (Fred) Zinnemann (Rzeszów, 29 april 1907 – Londen, 14 maart 1997) was een Pools-Amerikaanse regisseur. Hij won tijdens zijn carrière vier Oscars en raakte vooral bekend met films als High Noon (1952) en From Here to Eternity (1953).

## Leven en werk

### Beginjaren
Fred Zinnemann werd in 1907 geboren in Rzeszów, een stad in het noordoosten van Oostenrijk-Hongarije (nu Polen). Hij maakte deel uit van een Joodse familie. Hoewel hij graag muzikant wilde worden, ging hij rechten studeren aan de Universiteit van Wenen. Daar raakte Zinnemann geïnteresseerd in films en besloot hij cameraman te worden. Hij studeerde ook film in Parijs in 1927.
In Duitsland werkte hij daarna samen met andere beginnende regisseurs zoals Billy Wilder en Robert Siodmak. Samen met Robert Siodmak, diens broer Curt Siodmak en Edgar G. Ulmer verwezenlijkte hij in Berlijn de documentaire Menschen am Sonntag (1930). Uiteindelijk trok Zinnemann naar de Verenigde Staten omwille van het snel veranderende politiek klimaat en in de hoop meer kansen te krijgen om (geluid)films te draaien.
In Hollywood was zijn eerste opdracht een figurantenrol in de bekende film All Quiet on the Western Front (1930). Hij werd ontslagen, nadat hij de regisseur Lewis Milestone had aangesproken. Zinnemann maakte vervolgens enkele succesvolle korte films en begin de jaren 40 ook speelfilms zoals Kid Glove Killer (1942).

### Doorbraak

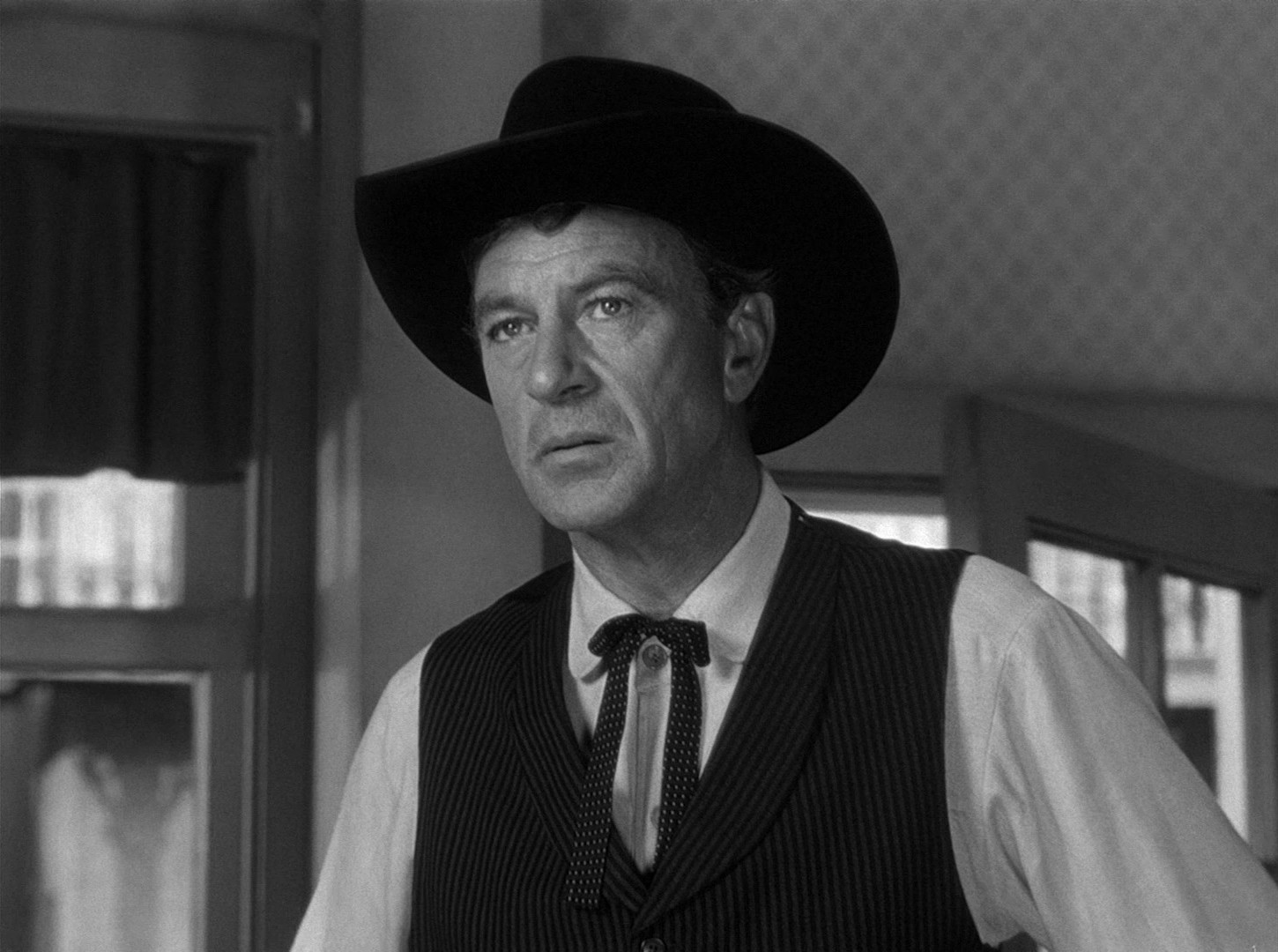
Gary Cooper won een Oscar voor zijn rol in High Noon (1952) van Zinnemann.

De grote doorbraak van Fred Zinnemann kwam er in 1944 met het pre-Tweede Wereldoorlogdrama The Seventh Cross. Deze film met Spencer Tracy in de hoofdrol was een financieel succes. Nadien begon Zinnemann zijn oeuvre uit te breiden. Hij beoefende verschillende genres en regelmatig werden zijn acteurs en actrices genomineerd voor een Oscar.

### Late jaren veertig en jaren vijftig
In 1948 lanceerde Zinnemann de carrière van acteur Montgomery Clift, die de hoofdrol speelde in het oorlogsdrama The Search. De film leverde zowel Zinnemann als Clift een Oscar-nominatie op. Enkele jaren later lanceerde de regisseur opnieuw een talentvolle acteur. Deze keer was het Marlon Brando die de hoofdrol kreeg in The Men (1950). Twee jaar later werd High Noon (1952) uitgebracht, een van Zinnemanns grootste successen. Deze western met Grace Kelly en Gary Cooper in de hoofdrollen werd een financieel en artistiek succes en won vier Oscars (waaronder Cooper voor de beste mannelijke hoofdrol). Zinnemann zelf werd genomineerd, maar won niet.
Wat later slaagde Zinnemann er wel in om een Oscar te winnen. In 1952 won hij een Oscar in de categorie 'Best Documentary, Short Subjects', voor zijn korte film Benjy. Met het oorlogsdrama From Here to Eternity (1953) sleepte hij in totaal acht Oscars in de wacht en maakte hij een van de bekendste films aller tijden. Zinnemann zelf won zijn tweede Oscar. Bovendien betekende de film ook de terugkeer naar het witte doek van Frank Sinatra.
Fred Zinnemann werd meer en meer een gevestigde waarde in Hollywood. Zijn films, vooral drama's, vielen voortdurend in de prijzen. De regisseur zelf werd geloofd omwille van zijn gedetailleerde aanpak en zijn goede selectie van acteurs. The Nun's Story (1959) werd overladen met acht Oscar-nominaties, maar kon er geen enkele van verzilveren. Met dit drama met o.a. Audrey Hepburn en Peter Finch slaagde Zinnemann erin om meermaals de gevoelige snaar van de kijker te raken.

### Jaren zestig en zeventig
Een jaar later stond de regisseur er opnieuw. The Sundowners (1960) met onder meer Deborah Kerr, Robert Mitchum en Peter Ustinov werd een avonturenfilm met het nodige drama. De film werd het zoveelste succes van de Oostenrijks-Amerikaanse regisseur.
Zinnemann begon zijn carrière af te bouwen en het was vier jaar wachten op zijn volgende film: Behold a Pale Horse (1964). In dit politiek geladen drama bracht hij Gregory Peck en Anthony Quinn samen als ideologische tegenstanders, in een ultieme confrontatie twintig jaar na de Spaanse Burgeroorlog.  In 1966 won hij een vierde en laatste Oscar, voor de historische film A Man for All Seasons met o.a. Paul Scofield, Robert Shaw, John Hurt en Orson Welles.
In 1973 bracht Zinneman zijn volgende film uit, de cultklassieker The Day of the Jackal (1973). Deze politieke thriller werd niet goed ontvangen door de filmcritici in Hollywood, maar het grote publiek bezorgde de film toch een cultstatus. Vier jaar later bezorgde Zinnemann met het biografisch getinte drama Julia (1977) Jason Robards en Vanessa Redgrave een Oscar. Het was bovendien het filmdebuut van actrice Meryl Streep. In 1982 kwam het drama Five Days One Summer uit, met Sean Connery in de hoofdrol. Het was Zinnemanns laatste film, daarna verdween hij voorgoed uit de filmwereld.

### Dood
Op 14 maart 1997 overleed Fred Zinnemann in Londen op 89-jarige leeftijd aan een hartaanval.

## Prijzen en nominaties
Oscars

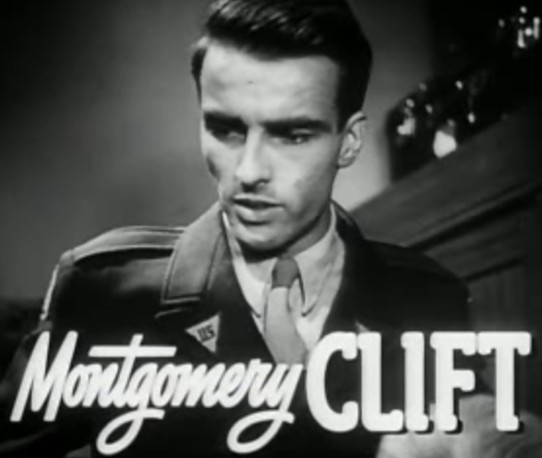
Montgomery Clift in de trailer van The Search (1948) van Fred Zinnemann.

- 1949 - genomineerd - Beste regie (The Search)
- 1952 - gewonnen - Beste korte documentaire (Benjy)
- 1953 - genomineerd - Beste regie (High Noon)
- 1954 - gewonnen - Beste regie (From Here to Eternity)
- 1960 - genomineerd - Beste regie (The Nun's Story)
- 1961 - genomineerd - Beste film (The Sundowners)
- 1961 - genomineerd - Beste regie (The Sundowners)
- 1967 - gewonnen - Beste film (A Man for All Seasons)
- 1967 - gewonnen - Beste regie (A Man for All Seasons)
- 1978 - genomineerd - Beste film (Julia)

Golden Globes
- 1954 - gewonnen - Beste regie (From Here to Eternity)
- 1958 - genomineerd - Beste regie (A Hatful of Rain)
- 1960 - genomineerd - Beste regie (The Nun's Story)
- 1961 - genomineerd - Beste regie (The Sundowners)
- 1967 - gewonnen - Beste regie (A Man for All Seasons)
- 1974 - genomineerd - Beste regie (The Day of the Jackal)
- 1978 - genomineerd - Beste regie (Julia)

## Filmografie
Speelfilms
- 1936 - Redes
- 1942 - Kid Glove Killer
- 1942 - Eyes in the Night
- 1944 - The Seventh Cross
- 1946 - Little Mister Jim
- 1947 - My Brother Talks to Horses
- 1948 - The Search
- 1948 - Act of Violence
- 1950 - The Men
- 1951 - Teresa
- 1952 - High Noon
- 1953 - From Here to Eternity
- 1955 - Oklahoma!
- 1957 - A Hatful of Rain
- 1959 - The Nun's Story
- 1960 - The Sundowners
- 1964 - Behold a Pale Horse
- 1966 - A Man for All Seasons
- 1973 - The Day of the Jackal
- 1977 - Julia
- 1982 - Five Days One Summer

Documentaire's
- 1930 - Menschen am Sonntag  (assistent-regisseur)